# Hurin-dinasztia
A Cuzcói Birodalom vagy Cuzcói Királyság első öt uralkodóját a Hurin-dinasztia adta. Ők voltak a Hurin-dinasztiabeli sapa inkák.
| Portré | Uralkodó        | Uralkodott | Megjegyzés |
| ------ | --------------- | ---------- | --- |
|        | Manco Cápac     | 1200-1230  | Az első inka uralkodó. |
|        | Sinci Roca      | 1230-1260  | Sinci Roca kormányzása alatt népszámlálást hajtott végre és a nemesség előmozdítását a füllyukasztás elrendelésével. |
|        | Lloque Yupanqui | 1260-1290  | Uralkodása állandó küzdelem volt a túlélésért. Diplomáciájának köszönhetően jó kapcsolatokat tartott fenn a szomszédos curacazgókkal, megnyerve Huamay Samo és Pachachulla Wiracocha curacák, valamint az Ayarmacas egy szektorának szimpátiáját, akikkel békét kötött. |
|        | Mayta Capac     | 1290-1320  | A naptár reformerének nevezték. A krónikások nagy harcosként írják le. |
|        | Capac Yupanqui  | 1320-1350  | Nyilvánvalóan nem ő volt a legidősebb fiú, de királynak őt nevezték ki, mert bátyját csúnyának tartották. |

Capac Yupanqui halálával 1350-ben a dinasztia kihalt. Ugyanebben az évben Inka Roca megválasztásával a továbbiakban a sapa inkákat a Hanan-dinasztia adta.